# 11 septembre 1913
Le jeudi 11 septembre 1913 est le 254e jour de l'année 1913.

## Naissances
- Bear Bryant (mort le 26 janvier 1983), joueur américain de football américain
- Jacinto Convit (mort le 12 mai 2014), scientifique et médecin vénézuélien.
- John Joseph Graham (mort le 4 août 2000), évêque auxiliaire américain
- Paula Pöhlsen, gymnaste artistique allemande
- Raymond Galle (mort le 23 avril 2003), acteur français

## Décès
- Julius Perlis (né le 19 janvier 1880), joueur d'échecs autrichien